# 318P/McNaught-Hartley
318P/McNaught-Hartley, komet Jupiterove obitelji. Privremene oznake 318P/1994 N2.